# 船底座V375
船底座V375，又名CP-62 953，HD 67536、SAO 250101、HR 3186，是船底座的一颗恒星，视星等为6.3，位于銀經276.11，銀緯-16.14，其B1900.0坐标为赤經8h 3m 17.5s，赤緯-62° -16.14′ 59″。